# Missão das Nações Unidas na República Democrática do Congo

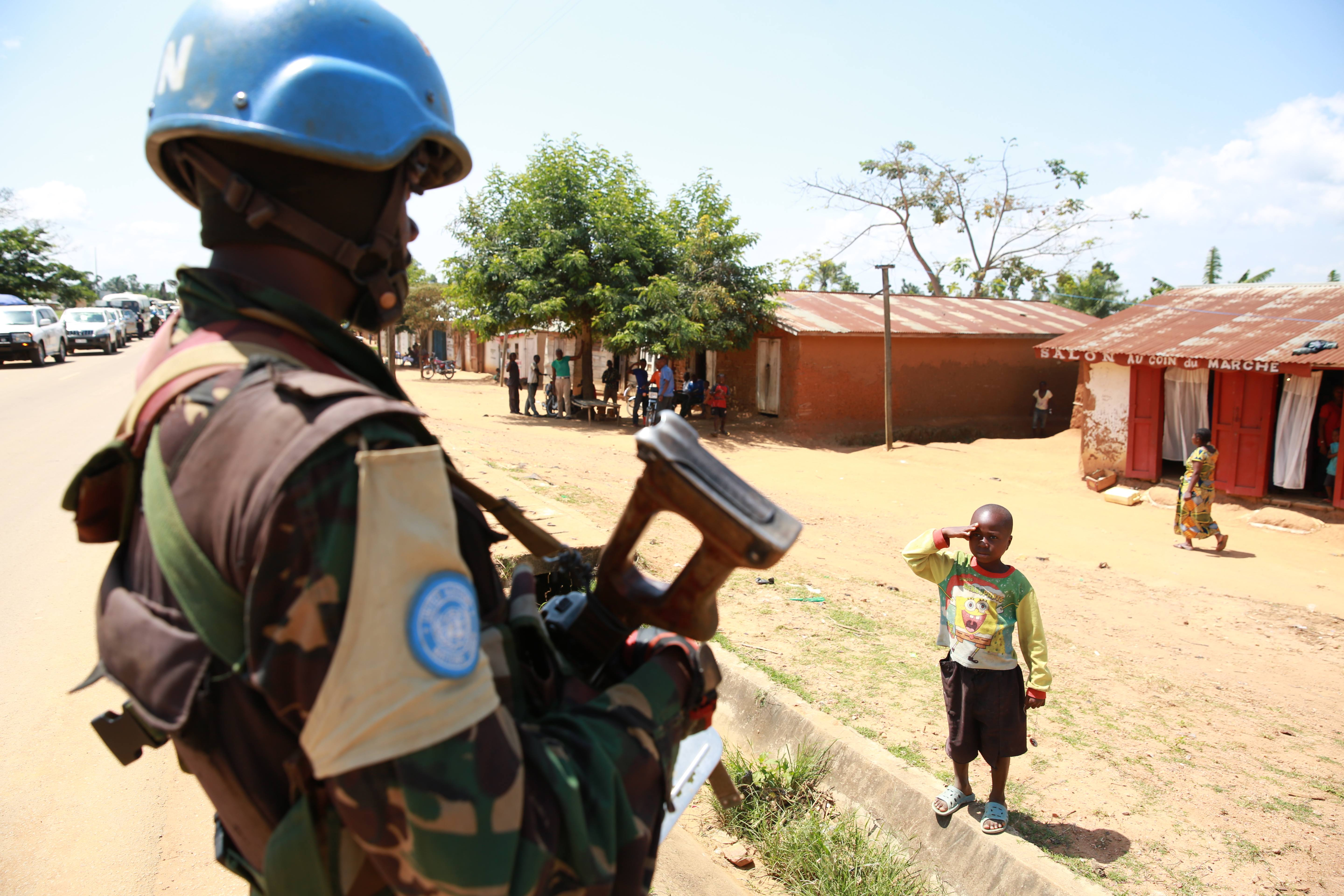
Uma criança saudando um soldado da MONUSCO.

A Missão da Organização das Nações Unidas para a Estabilização da República Democrática do Congo (MONUSCO, sigla do francês: Mission de l'Organisation des Nations Unies pour la stabilisation en République démocratique du Congo; anteriormente "MONUC"), é um da missão de manutenção de paz da Organização das Nações Unidas (ONU) em vigor na República Democrática do Congo, que foi criado pelo Conselho de Segurança da Organização das Nações Unidas para acompanhar o processo de paz da Segunda Guerra do Congo, embora muito do seu foco, posteriormente voltou-se para o conflito de Ituri, e o conflito de Quivu.
Em maio de 2010, o Conselho de Segurança, adopta a Resolução 1925, anunciando que a Missão das Nações Unidas na República Democrática do Congo (MONUC) seria rebatizada em julho de 2010 para "Missão da Organização das Nações Unidas para a Estabilização da República Democrática do Congo" (MONUSCO).
Em abril de 2013, foi escolhido o General de divisão brasileiro Carlos Alberto dos Santos Cruz para suceder o tenente-general indiano Chander Prakash Wadhwa no comando da missão.

## Organização

### Comandantes militares
- Mountaga Diallo (Senegal) : Março de 2000 - Janeiro de 2004
- Samaila Iliya (Nigéria) : Janeiro 2004 - Fevereiro 2005
- Babacar Gaye (Senegal) : Fevereiro 2005 - Julho 2010
- Chander Prakash (Índia) : Julho 2010 - Março 2013
- Carlos Alberto dos Santos Cruz (Brasil) : Abril 2013 - Dezembro 2015
- Derrick Mbuyiselo Mgwebi (África do Sul): Dezembro 2015 - Janeiro 2018
- Bernard Commins (França): Janeiro 2018 - Maio 2018
- Elias Rodrigues Martins Filho (Brasil): Maio 2018 - Outubro 2019
- Ricardo Augusto Ferreira Costa Neves (Brasil): Outubro 2019 - 2023
- Marcos de Sá Affonso da Costa (Brasil): 2021 - 2023
- Otávio Rodrigues de Miranda Filho (Brasil): 2023 - 2025
- Ulisses de Mesquita Gomes (Brasil): 2025 - Presente[4]

### Quartéis-generais dos Setores
- MONUSCO QG: Quinxassa
- Setor 1: Mebandaca
- Setor 2 e QG da Divisão Leste: Quissangane
- Setor 3: Kananga
- Setor 4: Kalemie
- Setor 5: Quindu
- Setor 6: Bunia

#### Comando da missão
Em setembro de 2013, o pessoal do Comando da missão MONUSCO compreende:
- Representante Especial do Secretário-Geral: Martin Kobler ( Alemanha)
- Vice-Representante Especial do Secretário-Geral: Abdallah Wafy ( Níger)
- Vice-Representante Especial do Secretário-Geral: Moustapha Soumaré ( Mali)
- Comandante da Força: General de Divisão Carlos Alberto dos Santos Cruz ( Brasil)
- Comissário Policial (ad interim): Superintendente Jacques Desilets ( Canadá)

#### Países contribuintes
Em 30 de Junho de 2013, o número total do pessoal da missão é 20 438:
| País                      | Policiais | Especialistas | Tropas |
| ------------------------- | --------- | ------------- | ------ |
| Argélia                   |           | 5             |        |
| Bangladesh                | 390       | 18            | 2 542  |
| Bélgica                   | 1         |               | 23     |
| Benim                     | 32        | 11            | 454    |
| Bolívia                   |           | 10            |        |
| Bósnia e Herzegovina      |           | 5             |        |
| Burquina Fasso            | 28        | 7             |        |
| Brasil                    |           | 2             |        |
| Camarões                  | 23        | 5             |        |
| Canadá                    |           |               | 9      |
| República Centro-Africana | 7         |               |        |
| Chade                     | 28        |               |        |
| China                     |           | 13            | 221    |
| Colômbia                  |           | 10            |        |
| Costa do Marfim           | 36        |               |        |
| Chéquia                   |           | 3             |        |
| Dinamarca                 |           |               | 2      |
| Djibuti                   | 3         |               |        |
| Egito                     | 140       | 21            | 1 007  |
| França                    | 9         |               | 5      |
| Gana                      |           | 24            | 465    |
| Guatemala                 |           | 1             | 151    |
| Guiné                     | 31        |               | 1      |
| Hungria                   |           |               | 2      |
| Índia                     | 269       | 34            | 3 731  |
| Indonésia                 |           | 15            | 177    |
| Irlanda                   |           |               | 3      |
| Jordânia                  | 10        | 17            | 230    |
| Quênia                    |           | 17            | 11     |
| Madagáscar                | 20        |               |        |
| Malawi                    |           | 9             | 5      |
| Malásia                   |           | 6             | 7      |
| Mali                      | 21        | 16            |        |
| Mongólia                  |           | 2             |        |
| Marrocos                  |           | 1             | 858    |
| Nepal                     |           | 20            | 1 029  |
| Níger                     | 31        | 15            | 1      |
| Nigéria                   | 4         | 18            | 2      |
| Noruega                   |           |               | 1      |
| Omã                       |           | 2             |        |
| Paquistão                 |           | 41            | 3 714  |
| Paraguai                  |           | 17            |        |
| Peru                      |           | 13            | 2      |
| Filipinas                 | 6         |               | 2      |
| Polónia                   |           | 2             |        |
| Portugal                  | 1         |               | 3      |
| Roménia                   | 16        | 22            |        |
| Rússia                    | 2         | 27            |        |
| Senegal                   | 277       | 12            | 11     |
| Sérvia                    |           |               | 8      |
| África do Sul             |           | 3             | 1 223  |
| Sri Lanka                 |           | 4             |        |
| Suécia                    | 5         | 4             |        |
| Suíça                     | 1         | 1             | 3      |
| Tanzânia                  |           |               | 1 247  |
| Togo                      | 7         |               |        |
| Tunísia                   | 13        | 31            | 2      |
| Turquia                   | 13        |               |        |
| Ucrânia                   | 5         | 11            | 161    |
| Reino Unido               |           |               | 6      |
| Estados Unidos            |           |               | 3      |
| Uruguai                   |           | 15            | 1 175  |
| Iêmen                     | 4         | 6             |        |
| Zâmbia                    |           | 20            | 2      |

### Civis
Empregados e voluntários civis internacionais e nacionais da RDC: 2,636
- Empregados internacionais: 816
- Voluntários das Nações Unidas: 482
- RDC: 1,338